# Bahía Georgiana

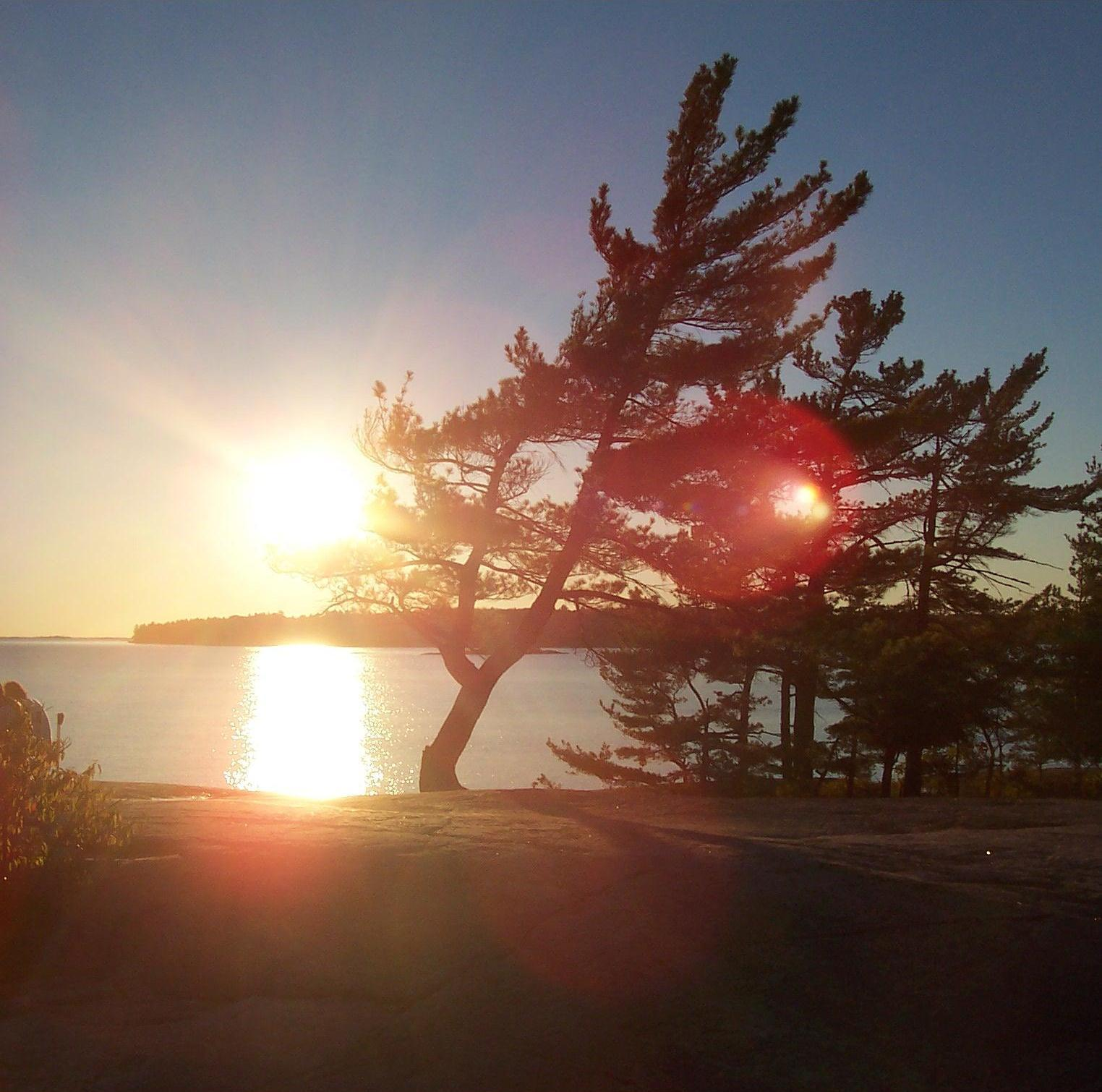
Atardecer en la bahía Georgiana

La bahía Georgiana (del inglés: Georgian Bay) (en francés: baie Georgienne, bahía georgiana o de Jorge) es una gran bahía del lago Hurón, ubicada en la provincia de Ontario, Canadá. El cuerpo principal de la bahía se encuentra al este de la península de Bruce y al sur de la isla Manitoulin.
Administrativamente, el litoral de la bahía Georgian pertenece a los distritos (en el sentido de las agujas del reloj) de Manitoulin, Sudbury, Parry Sound y Muskoka y a los condados de Simcoe, Grey y Bruce. 
El canal principal que separa la península de Bruce de la isla Manitoulin lo conecta con el resto del lago Hurón. El canal del Norte (Ontario) del lago Hurón, situado entre la isla Manitoulin y el Distrito de Sudbury, al oeste de Killarney, Ontario, era antiguamente una ruta frecuentada por los barcos de vapor, y en la actualidad es utilizado por embarcaciones de recreo para viajar hacia y desde la bahía Georgian. 
Las costas y vías navegables de la bahía Georgian fueron antiguamente y continúan siendo en la actualidad dominio de las Primeras Naciones de los pueblos del norte de anishinaabe y de hurón - petun (Wyandot) al sur. La bahía fue una importante ruta de comercio entre algonquinos y huron. Samuel de Champlain, el primer europeo en explorar y cartografiar el área en 1615-16, la llamó «La douce Mer» (La dulce Mar).
Posteriormente, fue nombrada como bahía Georgian, en honor a Jorge IV del Reino Unido por el teniente Henry Wolsey Bayfield de la Royal Navy en 1822.

## Geografía
La bahía Georgian tiene unos 320 kilómetros de largo por 80 kilómetros de ancho. Comprende más de 15.000 km², casi tan grande como el cercano lago Ontario. La parte este de la bahía Georgian es parte de la orilla sur del escudo Canadiense, un lecho de roca de granito expuesta por los glaciares al final de la última edad de hielo, hace unos 11.000 años. Las formaciones de granito y los Pinos Blancos azotados por el viento del este es la imagen más característica de las islas y gran parte de la costa de esta bahía. La belleza agreste de la zona inspiraron a los artistas de la Grupo de los Siete (pintores). La parte occidental de la bahía, desde el norte de Collingwood, incluyendo la isla Manitoulin, Drummond, Cockburn y la isla St. Josephs, marcan parte de la falla de la escarpa del Niágara. 
Hay decenas de miles de islas en la bahía de Georgia. La mayoría de estas islas están en el lado este de la bahía y se conocen colectivamente como las "Treinta Mil Islas", incluyendo la más grande que es la isla Parry. La isla Manitoulin, situada en la orilla norte de la bahía, es la isla en un lago de agua dulce más grande del mundo. La vía navegable Trent-Severn conecta la bahía Georgiana con el lago Ontario, y va desde Port Severn en la esquina sureste de la bahía Georgian pasa por el lago Simcoe hasta conectar con el lago Ontario cerca de Trenton. Más al norte, el lago Nipissing desemboca en él a través del río Francés (Ontario).
En octubre de 2004, el Litoral de la Bahía Georgian fue declarado como Reserva de la Biosfera por la UNESCO.

## Historia

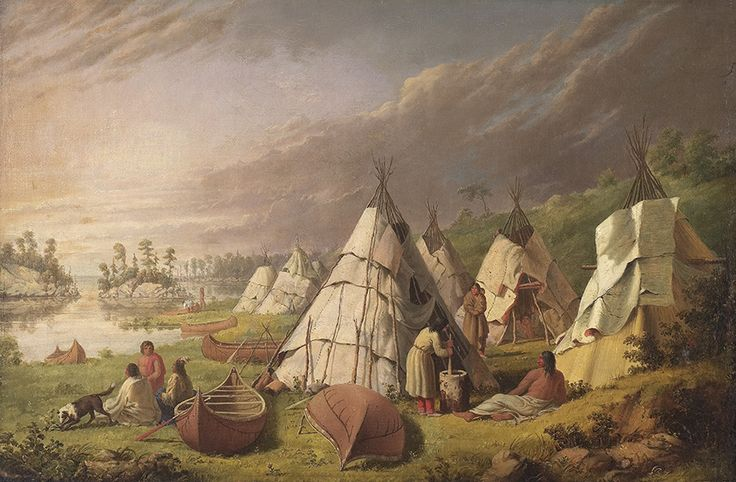
Campamento indígena en el Lago Huron, de Paul Kane (1810–71)

Los registros arqueológicos revelan la presencia de aborígenes en las regiones del sur de la frontera canadiense, que data de hace unos 11.000 años. Se han encontrado evidencias de asentamientos aborígenes del post-paleolítico en la isla Manitoulin y cerca de Killarneys. En los primeros encuentros entre las tribus Ojibwa y Ottawa (tribu) (Naciones Originarias de Canadá), se llaman a sí mismas como anishinaabe, y vivían a lo largo de la orilla norte, este y oeste de la bahía de Georgia. Los hurón (o Wendat) y los Petun (Tionontati) habitáron las tierras a lo largo de la costa sur. Los nombres de las islas como "Manitoulin" (de Gitchi Manitou, el Gran Espíritu) y la "Tumba del Gigante" son indicativos de la riqueza de la historia cultural de la zona. Las comunidades aborígenes siguen viviendo en sus territorios y practican sus tradiciones culturales. 
El primer europeo que visitó esta zona fue probablemente el estudiante intérprete adolescente Étienne Brûlé, quien en 1610 fue enviado a vivir con los Onontchataronon, pueblo algonquin del río Ottawa, y donde cada invierno venían a vivir la tribu de los Arendarhonon del hurón (Wendat) formando una confederación de pueblos en el extremo sur de la bahía Georgian, en la zona que ahora se llama Huronia. Brulé les devolvió la visita a los de Arendarhonon en 1611, y al mismo tiempo un becario joven intérprete, un joven recordado como “Thomas”, fue contratado por el cirujano francés y el comerciante Daniel Boyer, que probablemente también llegó a Huronia, en compañía de los Onontchataronon. 
En 1615, un empleado francés de Brulé, el explorador Samuel de Champlain, realizó una visita a la bahía de Georgia y pasó el invierno en Huronia. Fue precedido en el verano por un misionero recoleto llamado Joseph Le Caron, que vivió entre los hurones en 1615 y 1616 y, posteriormente, en 1623 hasta 1624. Otro misionero recoleto, Gabriel Sagard, los visitó desde 1623 hasta 1634. El francés jesuita Jean de Brébeuf, inició una misión en Huronia en el 1626, y fundó el primer europeo de la misión de Sainte-Marie, en Ontario, en 1639 en lo que hoy es la ciudad de Midland. La misión jesuita de Sainte-Marie, reconstruida entre los hurones, es ahora un parque histórico operado por la provincia de Ontario. También está cerca del Santuario de los Mártires, una iglesia católica dedicada a los Mártires de Canadá, unos jesuitas que fueron asesinados alrededor de la bahía Georgian en el siglo XVII. Penetanguishene, también situada en el extremo sur de la bahía cerca de Midland, fue creada como una base naval en 1793 por John Graves Simcoe.

## Sucesos militares
En 1814, durante la Guerra de 1812, se libró una batalla en el sur de la bahía Georgian. El 17 de agosto, en la desembocadura del río, cerca de Nottawasaga Wasaga Beach, la goleta británica HMS Nancy (1789) fue hundida por tres buques estadounidenses. Varias semanas después, el ‘’Nancy fue vengado cuando dos de los buques americanos fueron sorprendidos y capturados por los británicos en uno de los canales de desvío. 
La bahía Geogian fue cartografiada en 1815 por el capitán William Fitzwilliam Owen, que la llamó lago Manitoulin. El capitán Henry Bayfield, que hizo muchos más gráficos detallados de la bahía, le cambió el nombre en 1822 en honor al rey Jorge IV, y sus cartas de navegación fueron las bases de los mapas que se utilizan hoy en día.

## La leyenda de Kitchikewana
Una leyenda de Hurón habla de un Dios llamado Kitchikewana, que era lo suficientemente grande como para guardar toda la región de la bahía Georgian. Kitchikewana era conocido por su gran temperamento y un día, en un arranque de furia, cavó con su mano gigante en la tierra y echó la tierra en los Grandes Lagos. Así, se crearon las 30.000 islas. Las marcas dejadas por los dedos dan forma de las cinco bahías de la bahía Georgian: la bahía Midland, Penetang , Hog , Sturgeon, y la bahía Matchedash.
Luego se acostó a dormir y aun duerme todavía como el Gigantes de la Tumba de la Isla. Hay un campamento de verano de YMCA para jóvenes situado en la isla Beausoleil, al sur de la bahía Georgian, llamado Kitchikewana. El campamento YMCA de Kitchikewana, o (Kitchi para abreviar), lleva más de 90 años en el «Parque Nacional de las Islas de la bahía Georgian». Originalmente, operado por la YMCA de Midland, ahora es un campamento de jóvenes del YMCA de Simcoe / Muskoka.

## Asentamientos

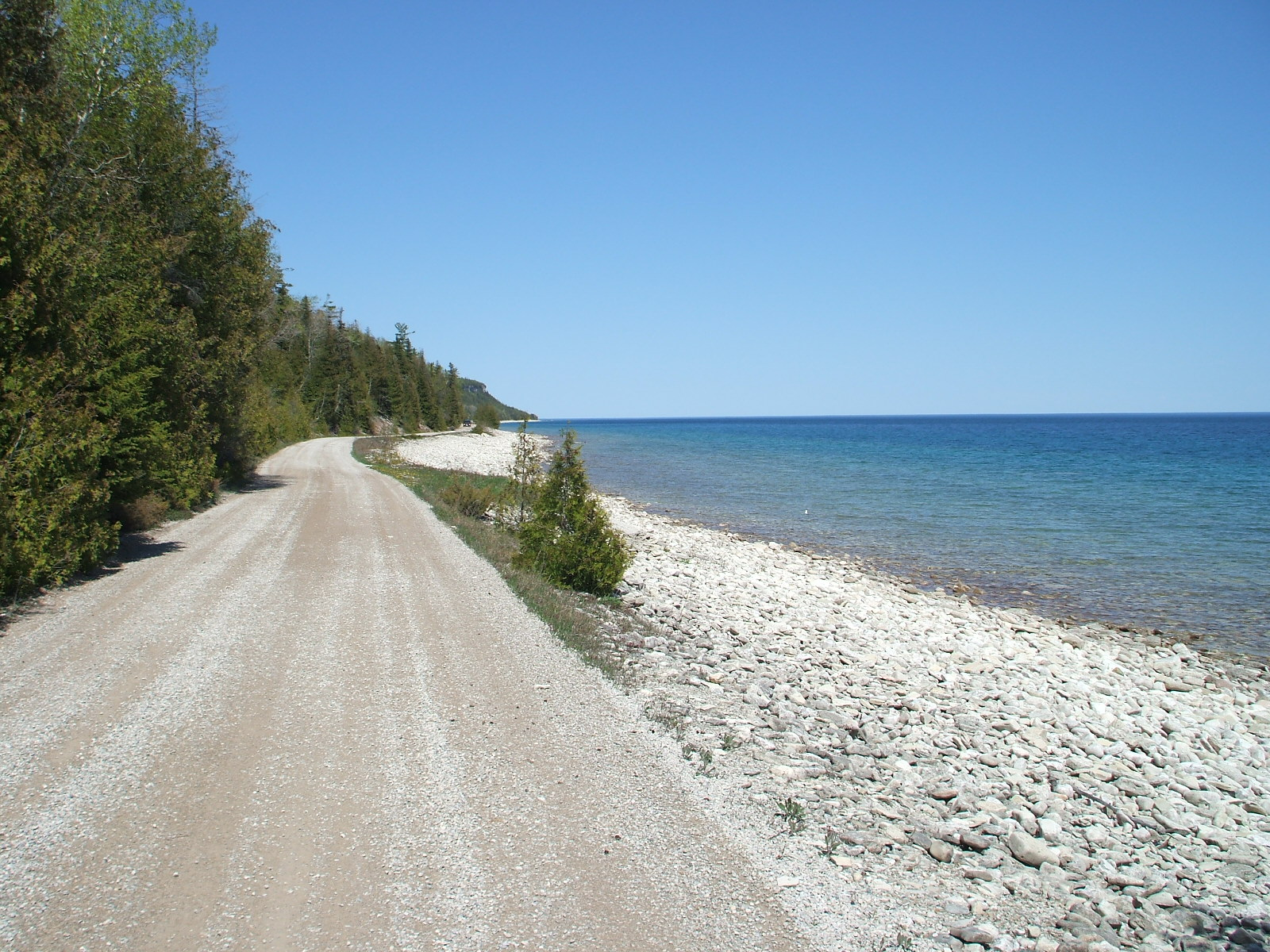
Carretera costera sobre la bahía Georgian en Cabot Head.

Las ciudades de Midland y Penetanguishene, en el extremo sur de la bahía, son lugares populares de casas de veraneo, como muchas de las islas en la costa oriental de la bahía. Collingwood, Meaford y Wasaga Beach se encuentra en el extremo sur de la bahía, cerca de la bahía Nottawasaga. Owen Sound y Wiarton, Ontario se encuentran en la península de Bruce a lo largo de la costa sur y suroeste de la bahía, Tobermory, Ontario se encuentra en el extremo norte de la Península Bruce en el canal principal. El ferry Chi-Cheemaun viaja de Tobermory, a través del canal principal hasta Baymouth del Sur en la isla Manitoulin. Parry Sound, es el puerto de agua dulce más profundo del mundo, y está situado en la costa oriental de la bahía.
Hay grupos de casas de verano en el norte y la costa este y en las 30.000 islas. Estos grupos incluyen áreas tales como Cognashene, Wah Wah Taysee, Sans Souci, Pointe au Baril y la entrada de Byng. La mayoría de estas casas son accesibles sólo desde el agua.